# Schlacht um Grosny (1994–1995)
Die Schlacht um Grosny, auch als Erste Schlacht um Grosny bekannt, war die Belagerung und anschließende Eroberung der tschetschenischen Hauptstadt Grosny durch die russischen Streitkräfte während des Ersten Tschetschenienkriegs. Der Angriff dauerte von Dezember 1994 bis März 1995 und führte zur militärischen Besetzung der Stadt durch die russische Armee. Die erste Bodenoffensive an Silvester 1994 führte zu erheblichen russischen Verlusten und zur Demoralisierung der russischen Streitkräfte. Es dauerte weitere zwei Monate mit schweren Kämpfen und einer Änderung der Taktik, bevor die russische Armee schließlich Grosny einnehmen konnte. Die Schlacht führte zu enormen Zerstörungen und tausenden Opfern unter der Zivilbevölkerung. Die Schlacht sah die schwersten Bombenangriffe in Europa seit Ende des Zweiten Weltkriegs. Der russische Erfolg war nur von kurzer Dauer und bereits im August 1996 fiel die Stadt wieder unter die Kontrolle der tschetschenischen Separatisten.

## Vorgeschichte
Die Tschetschenische Republik Itschkerien hatte sich mit dem Zerfall der Sowjetunion von Russland 1991 de facto abgespalten. Am 11. Dezember 1994 befahl der russische Präsident Boris Jelzin schließlich die Rückeroberung der abtrünnigen Region und begann eine Militäroperation. Zu diesem Zeitpunkt befand sich die russische Wirtschaft in einer schweren Krise, die sich auch negativ auf die Kampfbereitschaft der Streitkräfte auswirkte. Zum Einsatz in Tschetschenien kamen viele Wehrpflichtige, denen es an Kampferfahrung mangelte. Außerdem wurde die Motivation und Kampfkraft der Tschetschenen deutlich unterschätzt. Dem ursprünglichen Plänen nach sollte der Einmarsch in Tschetschenien in fünf Tagen zur Einnahme des Stadtzentrums von Grosny führen. Tatsächlich brauchten die russischen Truppen sechzehn Tage, um die Zufahrten zur Stadt einzunehmen, und selbst dann war die Umzingelung noch nicht vollständig. Ein großer Sektor im Süden der Stadt wurde von den Russen nicht eingenommen, möglicherweise in der Hoffnung, dass sich die Truppen von Präsident Dschochar Dudajew zurückziehen würden. Stattdessen nutzten die Tschetschenen jedoch den südlichen Korridor, um ihre Kräfte im Zentrum der Stadt zu verstärken.
Die russischen Kräfte waren personell und materiell deutlich überlegen. Es bestanden aber große Probleme hinsichtlich Organisation und Moral. Bei den meisten tschetschenischen Kämpfern handelte es sich um Freischärler und Milizionäre, die unter dem Kommando ihrer jeweiligen Anführer, häufig Warlords, operierten. Die Tschetschenen waren mit sowjetischen Waffen ausgerüstet, darunter RPG-7 und RPG-18-Panzerabwehrwaffen und hatten in den meisten Fällen in der Roten Armee gedient und kannten deshalb russische Militärtaktiken. Zu den tschetschenischen Kräften gehörten auch ausländische Freiwillige, darunter Dschihadisten und eine Gruppe ukrainischer Nationalisten der UNA-UNSO, denen auch Oleksandr Musytschko angehörte.

## Ablauf der Schlacht

Russischer Schlachtplan am 31. Dezember 1994

Am 22. Dezember 1994 begann um 5 Uhr morgens der Beschuss von Grosny, aber erst am 24. Dezember begannen die russischen Truppen, aus Flugzeugen Flugblätter mit Erklärungen für die Bevölkerung abzuwerfen. Während dieser Beschießungen und Bombardierungen sollen tausende Zivilisten ums Leben gekommen sein. An Silvester 1994 trafen Bomben und Granaten Öltanks auf der Westseite der Stadt und verursachten starken schwarzen Rauch. Das Ölinstitut im Zentrum der Stadt wurde ebenfalls in Brand gesetzt, nachdem es unter einen Luftangriff geraten war, was weiteren Rauch verursachte. Aus der Luft wurden Flugblätter abgeworfen, in denen die Tschetschenen aufgefordert wurden, sich zu ergeben. Am Neujahrstag planten das russische Kommando, Grosny in nur einem Tag einzunehmen, was als Geburtstagsgeschenk für Verteidigungsminister Pawel Gratschow gedacht war, der am ersten 1. Januar geboren war. Gratschow (der während des Tschetschenienkriegs durch Inkompetenz auffiel), hatte damit gerechnet, die Stadt in nur wenigen Stunden einnehmen zu können.
Für die Einnahme von Grosny wurden die vier Gruppen Nord, Nord-West, West und Ost von insgesamt 6000 Mann gebildet, welche jeweils von einem General geführt wurden. Diese vier Gruppen sollten in Richtung Stadtzentrum vorstoßen und schließlich den Präsidentenpalast einnehmen. Die Kolonnen der Truppe waren auf stumpfe Feuerkraft ausgerichtet, in der Hoffnung, die Tschetschenen durch die schiere Größe einzuschüchtern. Alle gepanzerten und mechanisierten Einheiten waren jedoch personell unterbesetzt und unzureichend ausgebildet. Obwohl die russischen Streitkräfte über eine Luftüberlegenheit verfügten, hinderte das Wetter die Russen daran, ihre präzisionsgelenkte Munition effektiv einzusetzen. Die vorrückenden Truppen wurden nur von Mi-24-Kampfhubschraubern unterstützt, wobei die Gruppe Ost allein fünf Fahrzeuge durch einen Zwischenfall mit Beschuss aus der russischen Luft verlor. Vom Boden aus wurden die angreifenden Truppen von Hunderten von Artilleriegeschützen unterstützt, die auf den Hügeln bei Grosny positioniert waren.
Nach Beginn des Angriffs brach allerdings die Kommunikation zwischen den einzelnen Einheiten zusammen, die schlecht koordiniert waren. Während des Debakels verkündete General Gratschow fälschlicherweise, dass „das gesamte Stadtzentrum und mehrere Bezirke der Stadt und ihrer Vororte unter vollständiger Kontrolle der russischen Streitkräfte stehen“ würden. Stattdessen liefen die Gruppen in Hinterhalte oder wurden eingekreist. Weder der Zentralbahnhof noch der Präsidentenpalast konnten eingenommen werden und hunderte Männer starben beim „Silvestermassaker“.  Angeblich starben 2000 Russen an diesem Tag in Grosny. Die meisten der russischen Spezialeinheiten ergaben sich den Tschetschenen, „nachdem sie drei Tage lang hoffnungslos umhergeirrt waren, ohne etwas zu essen, geschweige denn eine klare Vorstellung davon, was sie tun sollten“. Nach der Rückkehr aus der Gefangenschaft sagte ein russischer Oberstleutnant, „der einzige Befehl war, vorwärtszugehen, ohne Erklärungen, was sie tun sollten, wohin sie gehen sollten und wen sie gefangen nehmen sollten“.

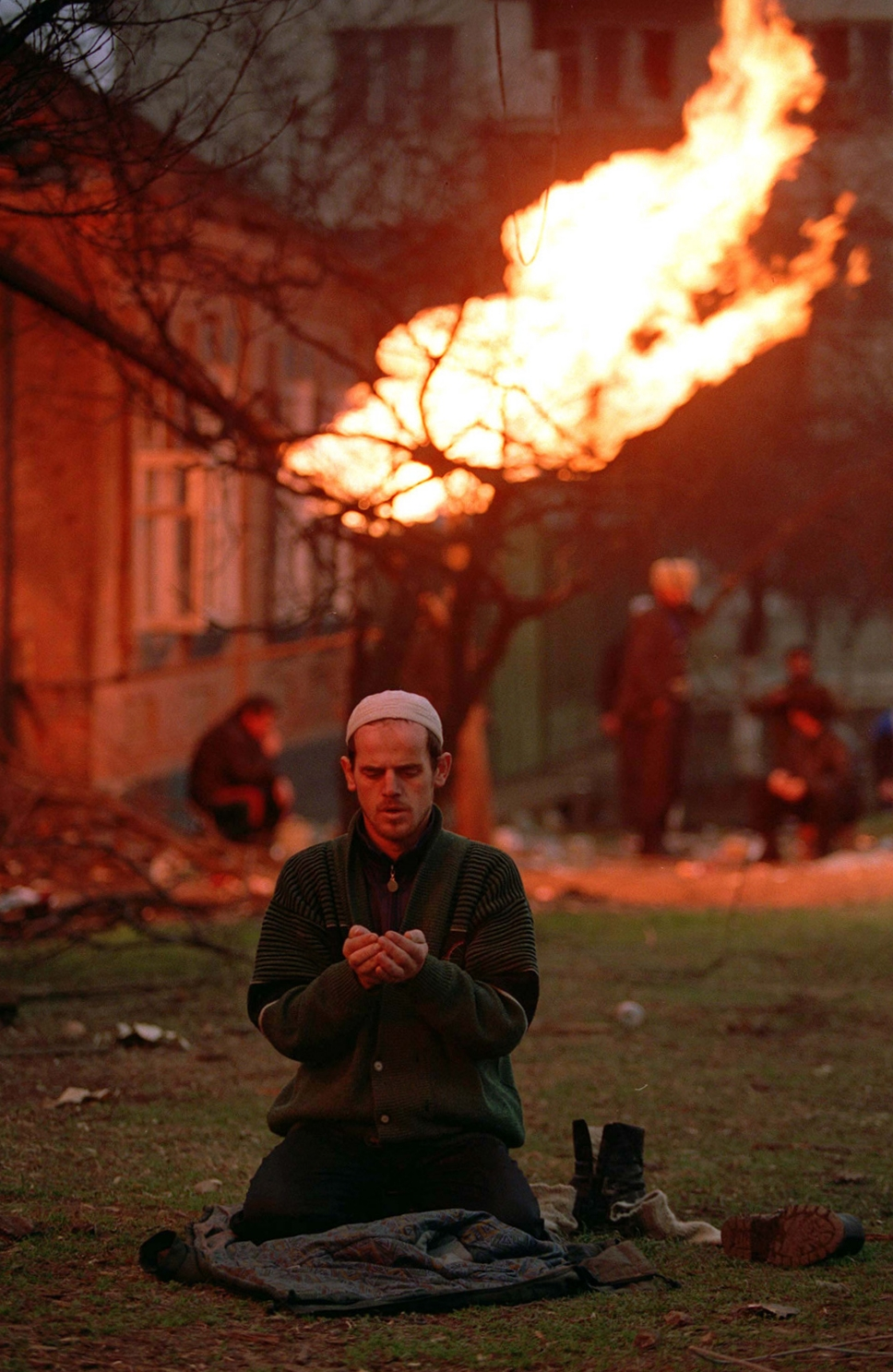
Ein Zivilist betet während der Schlacht um Grosny. Die Flamme im Hintergrund stammt von einer Gasleitung, die von Granatsplittern getroffen wurde

Nachdem gefangene russische Soldaten im Fernsehen gezeigt wurden, fuhren die Mütter einiger von ihnen nach Grosny, um die Freilassung ihrer Söhne auszuhandeln. Diese Verhandlungen fanden im Stadtzentrum ohne Beteiligung russischer Regierungsvertreter und unter russischem Artilleriebeschuss statt; einige der Gefangenen wurden mit dem Versprechen freigelassen, dass sie nie wieder gegen die Tschetschenen kämpfen würden. Ohne Wissen der Russen verlegte der tschetschenische Präsident Dschochar Dudajew vor der Neujahrsinvasion sein Hauptquartier nach Schali, 25 Kilometer südlich von Grosny. Die russischen Streitkräfte zogen sich zurück und ließen viele Soldaten im Stich. Die Moral sank so sehr, dass Einheiten des Innenministeriums und OMON-Kräfte außerhalb der Stadt ohne Befehl abzogen.
Am 4. und 5. Januar begannen die Tschetschenen, sich mit allen ihnen zur Verfügung stehenden Kampffahrzeugen in die Dörfer südlich von Grosny zurückzuziehen. Diese Konvois wurden von russischen Luftangriffen bombardiert. Obwohl sich die Tschetschenen auf dem Rückzug befanden, kontrollierten sie noch immer einen Großteil des Stadtzentrums. Verstärkungen von beiden Seiten trafen ein, darunter tschetschenische Freiwillige aus den Dörfern außerhalb von Grosny und russische Marineinfanterie. Die Russen bombardierten Grosny mit Artillerie-, Panzer- und Raketenbeschuss als neue Taktik, mit der die Russen die Stadt Block für Block zerstörten und einnahmen. Die russischen Streitkräfte setzten weiße Phosphormunition und Schmel-Raketen ein. Dann schickten sie kleine Gruppen von Männern, manchmal angeführt von Spezialkräften, die Scharfschützenteams effektiv einsetzten. Zwei lange Wochen erbitterter Kämpfe um das Stadtzentrum folgten.
Am 7. Januar, dem orthodoxen Weihnachtsfest, konzentrierten die Russen ihren Angriff auf den tschetschenischen Präsidentenpalast, einen großen Betonbau, der zu Sowjetzeiten als Hauptquartier der lokalen tschetschenischen kommunistischen Partei errichtet worden war und unter dem sich ein Luftschutzbunker befand. Er wurde von 350 tschetschenischen Vollzeitkämpfern und schätzungsweise 150 Teilzeitmilizionären verteidigt. Am 9. Januar erklärten die Russen einen Waffenstillstand, der sich jedoch als Täuschung herausstellte. Zwei Stunden nach Beginn des Waffenstillstands, am 10. Januar, begannen die Russen mit schwerem Beschuss des Präsidentenpalastes und schafften es, drei Panzer um das Gebäude herum zu positionieren und aus nächster Nähe zu beschießen. In der Nacht vom 18. auf den 19. Januar evakuierten die Tschetschenen den Präsidentenpalast und zogen sich nach Süden zurück. Bald darauf wurde die russische Fahne auf dem Präsidentenpalast gehisst.
Nachdem die Russen bei der Einnahme des nördlichen Teils von Grosny so viele Männer verloren hatten, konzentrierten sie ihre Artillerie stark auf die südliche Hälfte und feuerten täglich über 30.000 Granaten ab. Vorübergehend kam es zu keinen Nahkämpfen, da die Tschetschenen hauptsächlich Scharfschützen einsetzten. Nachdem die meisten Brücken gesprengt worden waren, nutzten die Tschetschenen den Fluss Sunscha als neu errichtete Frontlinie, da der gesamte nördliche Teil von Grosny nun unter russischer Kontrolle war. Schließlich rückten die Russen bis auf 200 Meter an das Hauptquartier von Maschadow heran. Obwohl er alle ihm zur Verfügung stehenden Kräfte, einschließlich der drei verbliebenen Panzer, gegen sie einsetzte, gelang es ihm nicht, die Offensive zu stoppen. Sie beschlossen deshalb, ihre Stellungen entlang der Sunscha aufzugeben und sich auf die dritte Verteidigungslinie entlang der Gebirgskämme, die Grosny umgeben, zurückzuziehen.
Am 25. Januar 1995 erklärte der Tschetschenenführer Dudajew, dass bis zur Unterzeichnung eines Waffenstillstands keine weiteren russischen Kriegsgefangenen freigelassen würden. Am 8. Februar wurde ein Waffenstillstand verkündet, und die meisten der verbliebenen tschetschenischen Streitkräfte, einschließlich aller schweren Ausrüstung, zogen sich aus der verwüsteten Stadt zurück. Sie verlegten ihr Hauptquartier nach Süden. Am 13. Februar 1995 schlossen die russischen und tschetschenischen Streitkräfte ein weiteres Waffenstillstandsabkommen, das den Einsatz schwerer Waffen einschränkte und den Einsatz von Flugzeugen, Artillerie und Mörsern beschränkte (eine Woche später, am 21. Februar, kehrten die Russen jedoch zu den groß angelegten Artillerie- und Luftangriffen in Tschetschenien zurück). Gegen Ende Februar beschränkten sich Schamil Bassajew und seine Männer auf kleinere Überfälle, bis auch sie sich schließlich am 6. März zurückzogen.

## Opfer

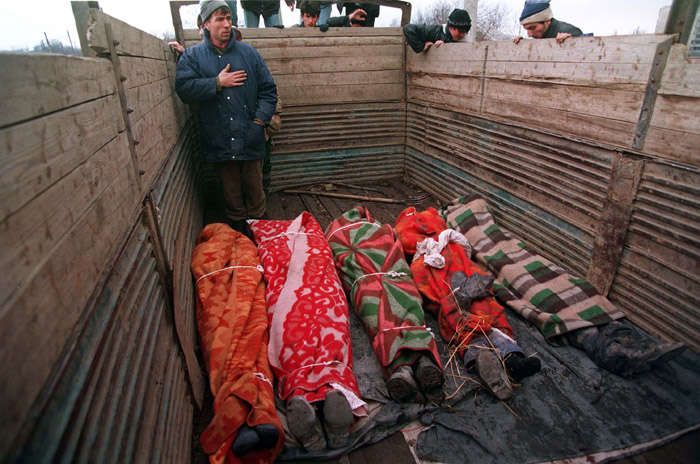
Leichen auf einem Lastwagen in Grosny

Die Zahl der militärischen Verluste ist nicht bekannt, geht aber auf beiden Seiten in die Tausende von Toten und Verwundeten. Die offiziell veröffentlichten Zahlen zu den russischen Verlusten belaufen sich auf 1.376 Gefallene und 408 Vermisste, die tatsächliche Zahl könnte jedoch deutlich höher sein. Westliche Schätzungen nannten Zahlen von mehr als 5.000 gefallenen Russen.
Was die Opfer unter der Zivilbevölkerung anbelangt, so schätzte Sergej Kowaljow, der Menschenrechtsbeauftragte der russischen Duma und Berater des russischen Präsidenten Boris Jelzin, der sich während eines Teils der Kämpfe in Grosny aufhielt, dass in den fünfwöchigen Kämpfen 27.000 Menschen, darunter viele ethnische Russen, ums Leben kamen, was etwa 6 % der Vorkriegsbevölkerung von Grosny entspricht. Anatol Lieven, der während der Kämpfe ebenfalls in Grosny war, geht in seinem Buch Chechnya: Tombstone of Russian Power von etwa 5.000 getöteten Zivilisten aus, wobei etwa 500 weitere durch russische Luftangriffe vor der Schlacht getötet wurden.
In einem Bericht der Menschenrechtsorganisation Human Rights Watch wurden wahllose Bombardierungen und Granatenangriffe der russischen Streitkräfte auf die Zivilbevölkerung, die ständigen Angriffe der Bodentruppen auf die Zivilisten sowie die Zerstörung von drei Krankenhäusern, einem Waisenhaus und zahlreichen Marktplätzen angeprangert. HRW schätzt, dass mindestens 350.000 Menschen aufgrund des Konflikts gezwungen waren, aus der Region zu fliehen.

## Nachwirkungen
Obwohl die Stadt eingenommen worden war, stellte die Schlacht aufgrund der hohen Verluste ein Desaster für die Russen dar und stäkte aufgrund der großen Brutalität der Kämpfe die Unterstützung der Tschetschenen für ihren Präsidenten Dudajew. Russland kontrollierte in der Folgezeit zwei Drittel des tschenenischen Territoriums, konnte die Rebellen jedoch nicht vollständig besiegen. Im Juni 1995 nahmen Tschetschenen in Budjonnowsk 1000 Geiseln in einem Krankenhaus, was zu einem von der OSZE vermittelten Abkommen führte, die einen schrittweise erfolgenden Abzug russischer Truppen einleitete. Gleichzeitig sollten auch die tschetschenischen Milizen entwaffnet werden. Im August 1996 kam es schließlich zu einem Überraschungsangriff auf die verbliebenen russischen Truppen in Grosny, bei der die zerstörte Stadt innerhalb von zwei Wochen wieder unter die Kontrolle der Separatisten fiel. Es wurde ein für Russland demütigender Waffenstillstand unterzeichnet, der Jelzins Beliebtheit weiter schadete. 1999 begann nach Sprengstoffanschläge auf Wohnhäuser in Russland der Zweite Tschetschenienkrieg, der im Februar 2000 zur erneuten Einnahme von Grosny durch russische Truppen führte. Die Macht wurde von Wladimir Putin schließlich an Achmat Kadyrow übergeben, dessen Nachfolger später sein Sohn Ramsan Kadyrow wurde.